# Bronisław Duch (oficer)
Bronisław Bazyli Duch (ur. 3 września 1891 w Grębowie, zm. 26 marca 1919 pod Magierowem) – podporucznik piechoty Wojska Polskiego, kawaler Orderu Virtuti Militari.

## Życiorys
Urodził się 3 września 1891 w Grębowie, w rodzinie Grzegorza, wachmistrza c. i k. żandarmerii, i Józefy z Małeckich. Był bratem Kazimierza (1890–1954) i Mieczysława (1894–1948).
W latach 1893–1902 mieszkał w Szczawnicy i uczęszczał do tamtejszej szkoły powszechnej. Następnie kontynuował naukę w I, a później II Gimnazjum w Nowym Sączu. Tam w 1910 złożył maturę i wraz z braćmi działał w Związku Jastrzębim, a potem Polskich Drużynach Strzeleckich. W czasie I wojny światowej walczył w szeregach cesarskiej i królewskiej armii. Jego oddziałem macierzystym był 20 pułk piechoty. Na stopień podporucznika został mianowany ze starszeństwem z 1 lutego 1918 w korpusie oficerów rezerwy piechoty. Dwukrotnie ranny (1915 i 1916). 
W czasie wojny z Ukraińcami walczył w szeregach 1 pułku strzelców podhalańskich. Poległ 26 marca 1919 pod Magierowem. Pochowany na tamtejszym cmentarzu wojskowym. Pośmiertnie awansowany do stopnia kapitana.

## Ordery i odznaczenia
- Krzyż Srebrny Orderu Wojskowego Virtuti Militari nr 5567 – pośmiertnie, 18 września 1922[6][7]
- Krzyż Niepodległości – pośmiertnie, 19 grudnia 1930 „za pracę w dziele odzyskania niepodległości”[8]
- Krzyż Wojskowy Karola[9]